# Косицын, Михаил Викторович
Михаи́л Ви́кторович Коси́цын (31 октября 1948, Благовещенск — 19 июня 2010) — российский валторнист и музыкальный педагог, солист симфонического оркестра Новосибирской филармонии, артист оркестра Новосибирского театра музыкальной комедии, профессор Новосибирской консерватории, заслуженный артист РСФСР (1982), кавалер Ордена Почёта (2007).

## Биография
Михаил Косицын окончил Новосибирское музыкальное училище по классу В. Петрушенко в 1968 году и Новосибирскую консерваторию по классу Петрушенко и трубача Иосифа Бобровского. В 1978 он окончил обучение в аспирантуре также под руководством Бобровского. С 1965 по 1970 год Косицын играл в оркестре Новосибирской филармонии. В 1970 году он стал артистом симфонического оркестра Новосибирской филармонии, а в 1973 — солистом этого оркестра. С 1974 года Михаил Косицын преподавал в Новосибирской консерватории. Среди его учеников заслуженный артист России Василий Соколов. Он также преподавал в специальной музыкальной школе при Новосибирской государственной консерватории. В 1982 году ему было присвоено почётное звание заслуженный артист РСФСР. В 2007 году Косицын, исполнявший в то время обязанности заместителя концертмейстера группы валторн оркестра Новосибирской филармонии, был награждён Орденом Почёта.
Умер 19 июня 2010 года. Похоронен на Заельцовском кладбище Новосибирска.

## Награды и звания
- Заслуженный артист РСФСР (1982)
- Кавалер Ордена Почёта (2007)